# Acrolepia xylophragma
Acrolepia xylophragma là một loài bướm đêm thuộc họ Acrolepiidae. Loài này có ở Nam Phi.